# Kreighoff
Kreighoff è un mediometraggio del 1980 diretto da Kevin Sullivan e basato sulla vita del pittore canadese Cornelius Krieghoff.